# Grand Prix Nového Zélandu 1968
15. New Zealand International Grand Prix
Round 1 Tasman Series 1968
- 6. leden 1968
- Okruh Pukekohe
- 58 kol x 2,816 km = 163,33 km

## Výsledky
| Pozice | Jezdec            | Vůz           | Čas                |
| ------ | ----------------- | ------------- | ------------------ |
| 1      | Chris Amon        | Ferrari 246T  | 0:59:20,1          |
| 2      | Frank Gardner     | Brabham BT23  | 0:59:57,8          |
| 3      | Piers Courage     | McLaren M4A   | á 1 kolo           |
| Ret.   | Denny Hulme       | Brabham BT23  | á 2 kola / Havárie |
| 4      | Jim Palmer        | McLaren M4A   | á 4 kola           |
| 5      | Paul Bolton       | Brabham BT19  | á 4 kola           |
| 6      | Graeme Lawrence   | Brabham BT18  | á 6 kol            |
| Ret.   | Laurence Brownlie | Brabham BT23  | á 6 kol / Nehoda   |
| 7      | Bryan Faloon      | Brabham BT4   | á 7 kol            |
| 8      | Roly Levis        | Brabham BT18  | á 8 kol            |
| 9      | John Nicholson    | Lotus 27      | á 9 kol            |
| 10     | Bill Stone        | Brabham BT6   | á 9 kol            |
| 11     | Don Macdonald     | Brabham BT10  | á 10 kol           |
| 12     | Ken Smith         | Lotus 41      | á 10 kol           |
|        | Odstoupili        |               |                    |
| 45     | Jim Clark         | Lotus 49T     | Motor              |
| 45     | Red Dawson        | Brabham BT7A  | Baterie            |
| 30     | Pedro Rodríguez   | BRM P261      | Spojka             |
| 15     | Bruce McLaren     | BRM P261      | Spojka             |
| 15     | David Oxton       | Brabham BT16  | -                  |
| 9      | Vince Anderson    | Brabham BT11A | -                  |
| 8      | Peter Yock        | Lotus 33      | Chladič            |

### Nejrychlejší kolo
- Chris Amon Ferrari 0:59,3

## Zajímavosti
| Pole position | Vítězství    | Nej. kolo    |
| -             | Nový Zéland  | Nový Zéland  |
| -             | Chris Amon   | Chris Amon   |
| -             | Ferrari 246T | Ferrari 246T |
| -             | 0:59:20,1    | 0:59,3       |
| ------------- | ------------ | ------------ |

### Stav Tasmánského poháru
- Zelená - vzestup
- Červená - pokles

| * | Jezdec          | Body |
| - | --------------- | ---- |
| 1 | Chris Amon      | 9    |
| 2 | Frank Gardner   | 6    |
| 3 | Piers Courage   | 4    |
| 4 | Jim Palmer      | 3    |
| 5 | Paul Bolton     | 2    |
| 6 | Graeme Lawrence | 1    |